# ENFJ

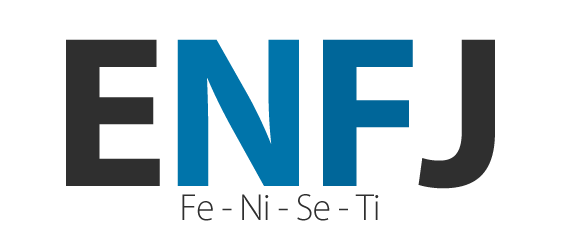
Logo de ENFJ.

ENFJ (Extroversión, iNtuición, Emocional -Feeling-, Calificador -Judging-) es un acrónimo utilizado en el Indicador de Tipo de Myers-Briggs (MBTI) para referirse a uno de los dieciséis tipos de personalidad. La metodología de evaluación MBTI fue desarrollada a partir de los trabajos del eminente psiquiatra Carl G. Jung en su obra Tipos psicológicos, en la que propuso una tipología psicológica basada en sus teorías de funciones cognitivas.
A partir del trabajo de Jung, otros investigadores desarrollaron tipologías psicológicas. Entre los tests de personalidad más difundidos se encuentran el test MBTI, desarrollado por Isabel Briggs Myers y Katharine Cook Briggs, y el Keirsey Temperament Sorter, desarrollado por David Keirsey. Keirsey se refiere a los ENFJs como los Profesores, uno de los cuatro tipos pertenecientes al temperamento que el denomina Idealista.
Uno de los dieciséis tipos de personalidad menos frecuente, aproximadamente del 2% al 5% de la población posee un tipo ENFJ.

## La preferencia MBTI
- E - Extrovertido preferido sobre Introvertido
- N - iNtuitivo preferido sobre Sensorial
- F - Emocional (Feeling) preferido sobre Racional
- J - Calificador (Judging) preferido sobre Perceptivo

## Características del tipo ENFJ
Los ENFJ son excelentes líderes de grupo, tanto de trabajo como de desarrollo social o personal. Poseen la atractiva característica de saber que sus ideas o sugerencias serán fácilmente aceptadas, sin dudar ni un momento que la gente hará lo que ellos sugieran. Y, por lo general, así ocurre puesto que este tipo demuestra un extraordinario don de gentes. Los ENFJ dan gran valor a la cooperación de otros a la vez que ellos condescienden bien a cooperar. Sin embargo tambien existen los enfj "no saludables" eston son muy manipuladores tienden a aparentar ser alguien solo para obtener la validacion y el amor de esa o esas personas.  a

## Funciones cognitivas
1. Dominante Emoción Extrovertida (Fe)
2. Auxiliar Intuición Introvertida (Ni)
3. Terciaria Sensación Extrovertida (Se)
4. Inferior Racionalización Introvertida (Ti)
5. Opuesta Emoción Introvertida (Fi)
6. Crítica Intuición Extrovertida (Ne)
7. Embaucadora Sensación Introvertida (Si)
8. Demonio Racionalización Extrovertida (Te)